# 櫻桃 (加利福尼亞州)
櫻桃（英語：Guinda）是位於美國加利福尼亞州優洛縣的一個人口普查指定地區。

## 地理
櫻桃的座標為38°49′45″N 122°11′38″W / 38.82917°N 122.19389°W，而該地最高點為海拔高度110米（即361英尺）。

## 人口
根據2010年美國人口普查的數據，櫻桃的面積為7.529平方千米，當中陸地面積為7.529平方千米，而水域面積為0.000平方千米。當地共有人口254人，而人口密度為每平方千米33人。